# Stamboom Frederik van Oranje-Nassau (1774-1799)
Dit is de stamboom van Frederik van Oranje-Nassau (1774-1799).
| Stamboom Frederik van Oranje-Nassau (1774-1799) | Stamboom Frederik van Oranje-Nassau (1774-1799)                                  | Stamboom Frederik van Oranje-Nassau (1774-1799)                                            |
| ----------------------------------------------- | -------------------------------------------------------------------------------- | ------------------------------------------------------------------------------------------ |
| Grootouders                                     | Willem IV van Oranje-Nassau (1711-1751) x 1734 Anna van Hannover (1709-1759)     | August Willem van Pruisen (1722-1758) x 1742 Amalia van Brunswijk-Wolfenbüttel (1722-1780) |
| Ouders                                          | Willem V van Oranje-Nassau (1748-1806) x 1767 Wilhelmina van Pruisen (1751-1820) | Willem V van Oranje-Nassau (1748-1806) x 1767 Wilhelmina van Pruisen (1751-1820)           |
| Frederik van Oranje-Nassau (1774-1799)          |                                                                                  |                                                                                            |
| Kinderen                                        | -                                                                                | -                                                                                          |